# Les filles du bord de mer
Les filles du bord de mer is een single van de Belgische zanger Adamo uit 1965.
In 1992 werd het nummer door Arno gecoverd.

## Tracklist

### 7" Single
His Master's Voice QH 5048 (1964)
1. Les filles du bord de mer
2. Le grand jeu

### 7" EP
His Master's Voice EGF 757 (1964)
1. Les filles du bord de mer
2. Le grand jeu
3. Dolce Paola
4. À vot' bon cœur

## Hitnotering
| Les filles du bord de mer  | Les filles du bord de mer | Les filles du bord de mer | Les filles du bord de mer | Les filles du bord de mer | Les filles du bord de mer | Les filles du bord de mer | Les filles du bord de mer | Les filles du bord de mer | Les filles du bord de mer | Les filles du bord de mer | Les filles du bord de mer | Les filles du bord de mer | Les filles du bord de mer | Les filles du bord de mer | Les filles du bord de mer | Les filles du bord de mer | Les filles du bord de mer | Les filles du bord de mer |
| Hitlijst                   | Datum van binnenkomst     | Week:                     | 1                         | 2                         | 3                         | 4                         | 5                         | 6                         | 7                         | 8                         | 9                         | 10                        | 11                        | 12                        | 13                        | 14                        | 15                        | Laatste notering          |
| -------------------------- | ------------------------- | ------------------------- | ------------------------- | ------------------------- | ------------------------- | ------------------------- | ------------------------- | ------------------------- | ------------------------- | ------------------------- | ------------------------- | ------------------------- | ------------------------- | ------------------------- | ------------------------- | ------------------------- | ------------------------- | ------------------------- |
| Nederlandse Top 40         | 16-01-1965                | Positie:                  | 33                        | 22                        | 8                         | 7                         | 6                         | 5                         | 6                         | 6                         | 6                         | 6                         | 9                         | 18                        | 12                        | 22                        |                           | 17-04-1965                |
| Tijd voor Teenagers Top 10 | 30-01-1965                | Positie:                  | 10                        | 10                        | 5                         | 6                         | 7                         | 6                         | 7                         |                           |                           |                           |                           |                           |                           |                           |                           | 13-03-1965                |
| Nederlandse Top 40         | 08-05-1965                | Positie:                  |                           |                           |                           |                           |                           |                           |                           |                           |                           |                           |                           |                           |                           |                           | 39                        | 08-05-1965                |

### Evergreen Top 1000
| Evergreen Top 1000 "Les Filles Du Bord De Mer" | Evergreen Top 1000 "Les Filles Du Bord De Mer" | Evergreen Top 1000 "Les Filles Du Bord De Mer" | Evergreen Top 1000 "Les Filles Du Bord De Mer" | Evergreen Top 1000 "Les Filles Du Bord De Mer" | Evergreen Top 1000 "Les Filles Du Bord De Mer" | Evergreen Top 1000 "Les Filles Du Bord De Mer" | Evergreen Top 1000 "Les Filles Du Bord De Mer" | Evergreen Top 1000 "Les Filles Du Bord De Mer" | Evergreen Top 1000 "Les Filles Du Bord De Mer" | Evergreen Top 1000 "Les Filles Du Bord De Mer" |
| Jaar                                           | 2008                                           | 2009                                           | 2010                                           | 2011                                           | 2012                                           | 2013                                           | 2014                                           | 2015                                           | 2016                                           | 2017                                           |
| ---------------------------------------------- | ---------------------------------------------- | ---------------------------------------------- | ---------------------------------------------- | ---------------------------------------------- | ---------------------------------------------- | ---------------------------------------------- | ---------------------------------------------- | ---------------------------------------------- | ---------------------------------------------- | ---------------------------------------------- |
| Positie                                        | 676                                            | 647                                            | 19                                             | 54                                             | 77                                             | 274                                            | 375                                            | 815                                            | -                                              | -                                              |